# شنينة (الرقة)
شنينة قرية سورية تتبع ناحية مركز الرقة في منطقة مركز الرقة في محافظة الرقة. بلغ عدد سكانها 386 نسمة في عام 2004 حسب إحصاء المكتب المركزي للإحصاء.